# はまな (補給艦)
はまな（ローマ字：JS Hamana、AOE-424）は、海上自衛隊の補給艦。とわだ型補給艦の3番艦。艦名は浜名湖に由来する。「AO-411 はまな」に続き日本の艦艇としては2代目。
本記事は、本艦の艦歴について主に取り扱っているため、性能や装備等の概要についてはとわだ型補給艦を参照されたい。

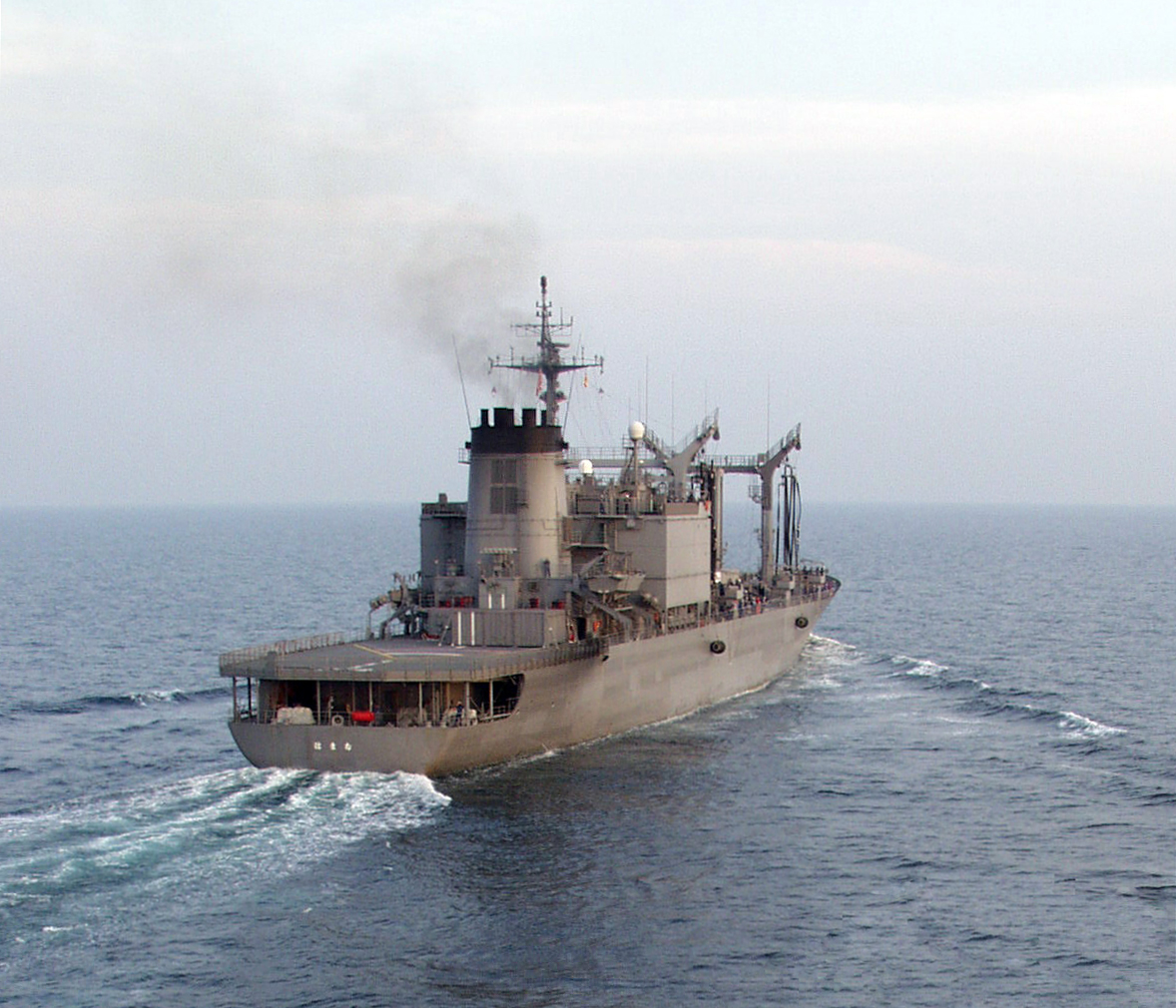
インド洋を航行中の「はまな」

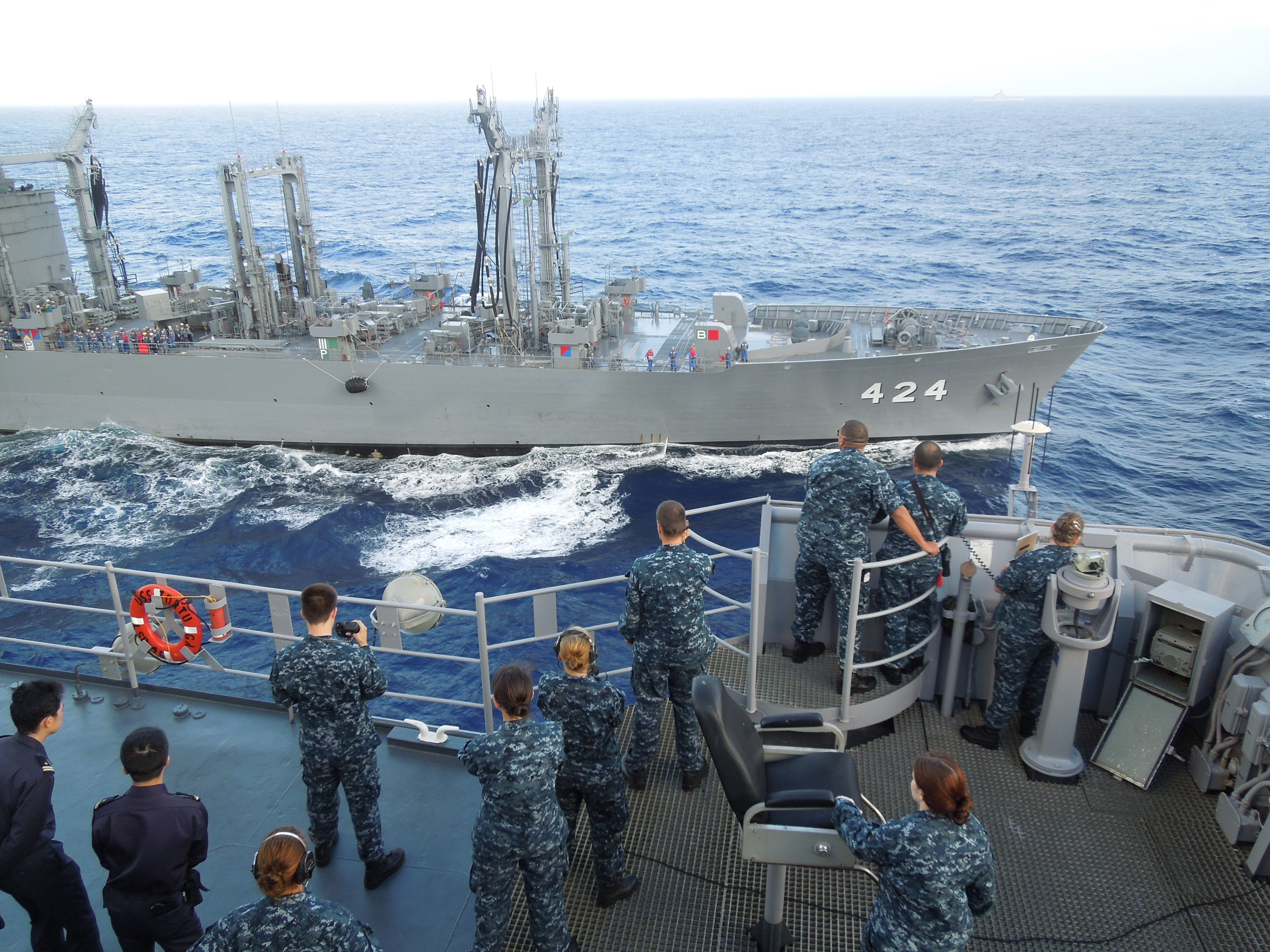
フィリピン海で米揚陸艦トーテュガに洋上補給中の「はまな」 （2011年）

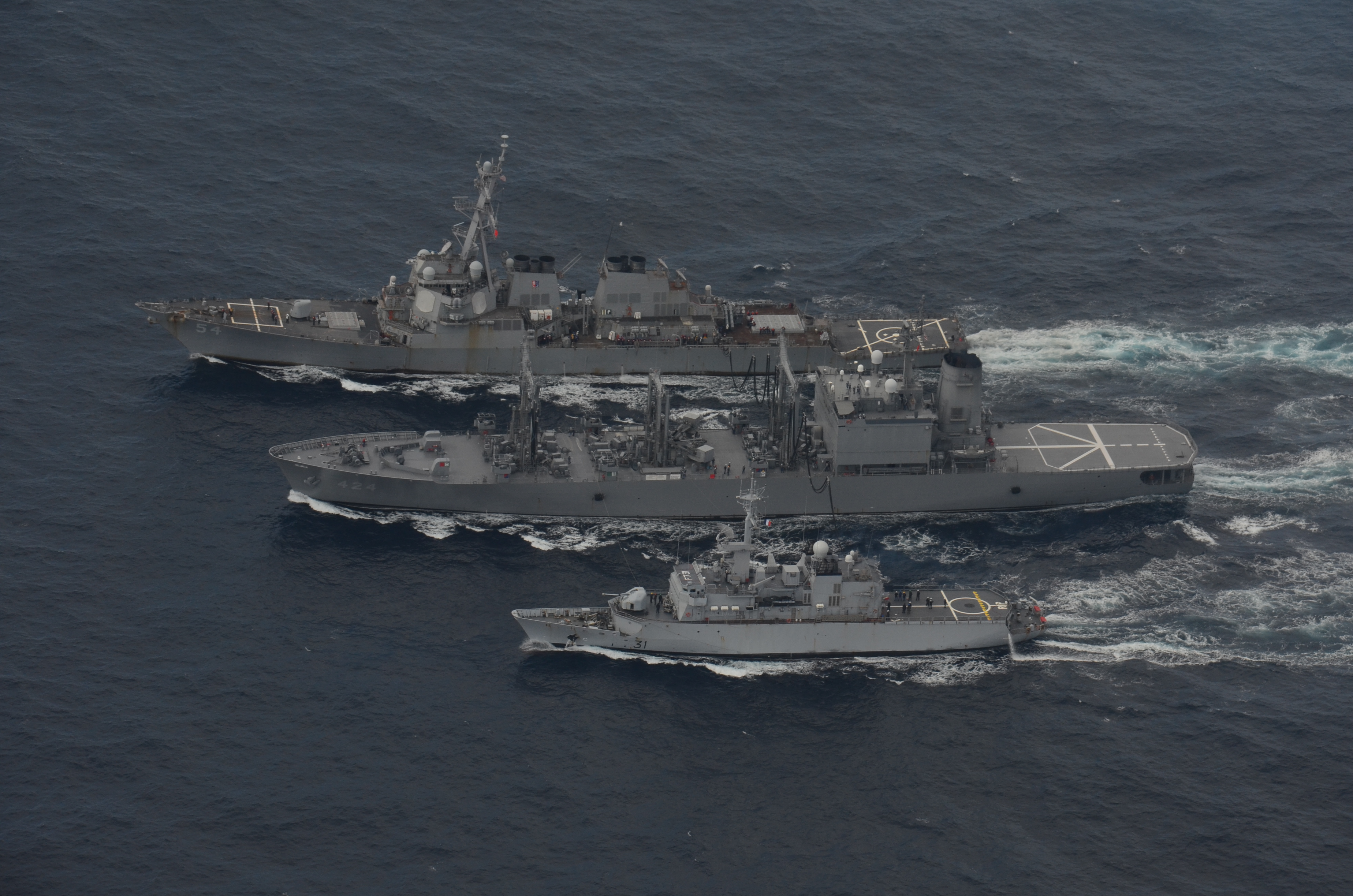
米海軍駆逐艦「カーティス・ウィルバー」及び仏海軍フリゲート艦「プレリアル」と共同訓練を実施中の「はまな」。

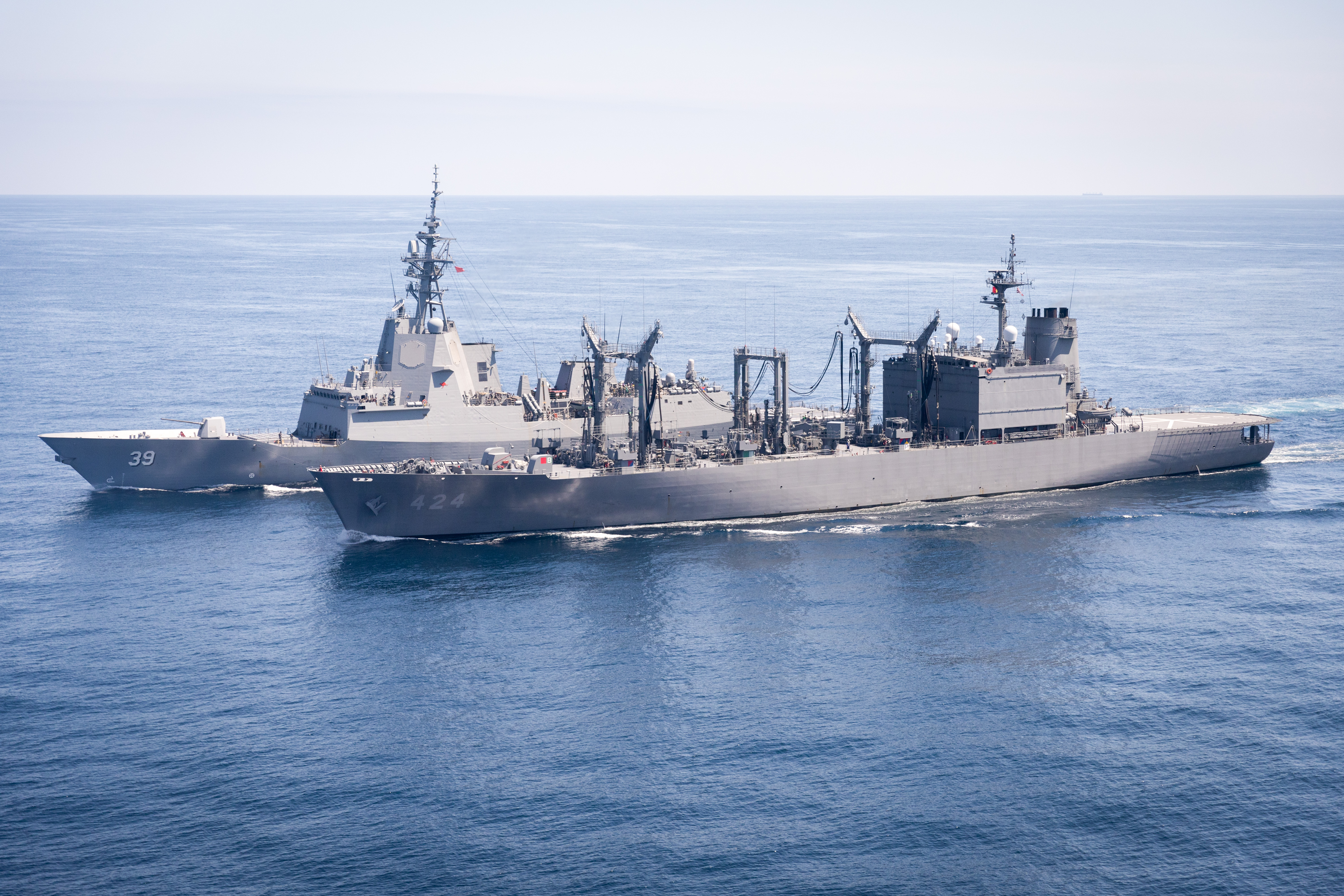
豪海軍駆逐艦「ホバート」と日豪共同訓練（トライデント24-1）を実施中の「はまな」

## 艦歴
「はまな」は、中期防衛力整備計画に基づく昭和62年度計画8,100トン型補給艦4014号艦として、日立造船舞鶴工場で1988年7月8日に起工され、1989年5月18日に進水、1990年1月29日に公試開始、同年3月29日に就役し、自衛艦隊に直轄艦として編入され佐世保に配備された。
1994年6月24日、護衛艦隊に直轄艦として編入された。
1996年5月19日、護衛艦「ひえい」、「たちかぜ」、「きりしま」、「やまぎり」、「ゆうぎり」、「せとぎり」、「さわぎり」、「うみぎり」、潜水艦「なつしお」とともに環太平洋合同演習RIMPAC96に参加する。
2000年5月15日、リムパック2000に参加するため、本艦を旗艦として護衛艦「くらま」、「しまかぜ」、「こんごう」、「むらさめ」、「はるさめ」、「ゆうだち」、「きりさめ」、「あさぎり」、潜水艦「なつしお」とともに横須賀基地を出港した。5月26日に真珠湾に寄港し5月30日から7月6日までハワイ周辺海域で演習に参加し、サンディエゴを回り、8月16日に横須賀へ帰投した。
2001年11月9日、第1次派遣海上補給支援部隊として、テロ対策特別措置法に基づき、護衛艦「くらま」・「きりさめ」と共にインド洋に派遣された。12月、インド洋上でアメリカ海軍への燃料補給を開始し、2002年2月まで任務に従事し、3月16日帰国した。
同法に基づくインド洋への派遣は以後2007年7月まで、合計6回に及んだ。
2002年6月8日、第2次派遣海上補給支援部隊として、護衛艦「せとぎり」と共にインド洋へ。同年9月まで任務に従事し、11月26日帰国した。
2003年4月10日、第5次派遣海上補給支援部隊として、護衛艦「こんごう」と共にインド洋へ。6月4日、ドイツ海軍への燃料補給を開始し、同年7月まで任務に従事し、8月22日帰国した。
2004年8月10日、第10次派遣海上補給支援部隊として、護衛艦「きりしま」、「たかなみ」と共にインド洋へ。同年12月まで任務に従事、帰路の最中にスマトラ島沖地震の発生を受け、国際緊急援助隊派遣法に基づいてタイに派遣され、遺体収容等を行い（自衛隊タイ派遣）、2005年1月10日帰国した。
2005年7月28日、第13次派遣海上補給支援部隊として、護衛艦「いかづち」と共にインド洋へ。以後、2隻派遣体制となる。同年11月まで任務に従事し、12月27日帰国した。
2006年4月3日、護衛艦隊隷下に第1海上補給隊が新編され編入された。
2007年3月15日、第18次派遣海上支援部隊として、護衛艦「すずなみ」と共にインド洋へ。同年7月まで任務に従事し、8月26日帰国した。インド洋に派遣中、4月26日のアブダビ寄港中に安倍晋三内閣総理大臣が訪問している。
2008年7月24日には新テロ特措法に基づき、護衛艦「ゆうだち」と共にインド洋に派遣され、同年11月まで任務に従事し、12月21日帰国した。
2018年6月21日朝、東シナ海の公海上（上海の南南東約400kmの沖合）で北朝鮮船籍のタンカー「YU PHYONG 5号」（IMO番号：8605026）と船籍不明の小型船舶が、国連安保理決議で禁止されている「瀬取り」とみられる作業を行っていたことを確認した。
その後、翌22日朝にも東シナ海の公海上（上海の南南東約450kmの沖合）で両船が接舷（横付け）したことを確認。さらに両船分離後、当該小型船舶が中国国旗とみられる旗を掲揚したことも確認した。
なお「YU PHYONG 5号」は、2018年3月に国連安保理北朝鮮制裁委員会から資産凍結・入港禁止の対象に指定された船舶である。
2021年2月19日、九州西方海域において米海軍駆逐艦「カーティス・ウィルバー」、仏海軍フリゲート「プレリアル」と日米仏共同訓練を実施した。
同年5月22日、四国南方空海域において米海軍強襲揚陸艦「アメリカ」と日米共同訓練（ILEX21-2）を実施した。同年6月29日、東シナ海においてインド海軍コルベット「キルタン」と日印共同訓練を実施した。
2022年5月18日、沖縄周辺において、米海軍駆逐艦「ラファエル・ペラルタ」と日米共同訓練（ILEX22－1）を実施した。同年10月29日と10月30日、沖縄東方においてインド海軍フリゲート「シヴァリク」、コルベット「カモルタ」と日印共同訓練（洋上補給）を実施した。
2023年7月3日、イタリア海軍フリゲート「フランチェスコ・モロジーニ」とともに、東シナ海において日伊共同訓練を実施した。
2024年3月17日、日本海において米海軍駆逐艦「ホッパー」と日米共同訓練（ILEX24）を実施した。
同年5月10日、東シナ海において豪海軍駆逐艦「ホバート」と日豪共同訓練（日豪トライデント24）を実施した。訓練項目は洋上補給。
同年7月22日から7月23日にかけて佐世保港及び九州西方海域において米海軍油槽船「バッドランズ・トレーダー」と日米共同訓練（ILEX24‐4）を実施した。
現在、護衛艦隊第1海上補給隊に所属し、定係港は佐世保である。

### 歴代艦長
| 代 | 氏名       | 在任期間                | 出身校・期 | 前職                                                                    | 後職                                                                    | 備考                            |
| -- | ---------- | ----------------------- | ---------- | ----------------------------------------------------------------------- | ----------------------------------------------------------------------- | ------------------------------- |
| 01 | 柴田亮一   | 1990.3.29 - 1991.12.15  | 防大6期    | はまな艤装員長                                                          | 舞鶴地方総監部監察官                                                    |                                 |
| 02 | 堀内洋治   | 1991.12.16 - 1992.12.20 | 防大9期    | あさかぜ艦長                                                            | 第1練習隊司令                                                           |                                 |
| 03 | 福田 武    | 1992.12.21 - 1994.5.9   |            | くらま艦長                                                              | 佐世保地方総監部監察官                                                  | 就任時2等海佐 1993.7.1、1等海佐 |
| 04 | 佐野純弘   | 1994.5.10 - 1996.8.19   | 防大11期   | 護衛艦隊司令部                                                          | 大湊地方総監部監察官                                                    | 就任時2等海佐 1995.7.1、1等海佐 |
| 05 | 齊藤公則   | 1996.8.20 - 1998.3.31   | 防大9期    | 第1練習隊司令                                                           | 東京業務隊付                                                            |                                 |
| 06 | 川俣洋二   | 1998.4.1 - 1999.10.28   | 防大14期   | 開発指導隊群司令部幕僚                                                  | 佐世保地方総監部付 →1999.12.10 大湊基地業務隊司令                       | 就任時2等海佐 1998.7.1、1等海佐 |
| 07 | 廣瀬美津男 | 1999.10.29 - 2001.4.1   | 防大17期   | 運用開発隊副長                                                          | 横須賀地方総監部監察官                                                  |                                 |
| 08 | 川原和仁   | 2001.4.2 - 2002.11.26   | 防大14期   | 佐世保基地業務隊補充部付                                                | 呉基地業務隊補充部付                                                    | 2等海佐                         |
| 09 | 間々田俊治 | 2002.11.27 - 2003.11.30 | 防大17期   | 海上幕僚監部監理部総務課                                                | 大湊海上訓練指導隊司令                                                  |                                 |
| 10 | 深堀眞人   | 2003.12.1 - 2005.7.10   |            | ふたみ艦長                                                              | 佐世保海上訓練指導隊                                                    | 2等海佐                         |
| 11 | 瀬海豊年   | 2005.7.11 - 2007.1.14   | 防大20期   | てんりゅう艦長                                                          |                                                                         | 2等海佐                         |
| 12 | 井元啓人   | 2007.1.15 - 2008.6.19   | 防大21期   | 海上自衛隊第1術科学校学校教官                                           |                                                                         | 2等海佐                         |
| 13 | 大塚嘉徳   | 2008.6.20 - 2010.8.1    |            | 佐世保海上訓練指導隊副長 兼 指導部長 兼 指導部船務航海科長              | 佐世保基地業務隊付                                                      | 2等海佐                         |
| 14 | 大仲和弘   | 2010.8.2 - 2012.7.31    | 防大27期   | 誘導武器教育訓練隊研究室長 兼 訓練科長                                  | 横須賀海上訓練指導隊                                                    | 2等海佐                         |
| 15 | 田畑浩一   | 2012.8.1 - 2013.9.12    | 防大25期   | 大湊地方総監部監察官                                                    | 鹿屋航空基地隊付                                                        | 2等海佐                         |
| 16 | 川上司朗   | 2013.9.13 - 2014.7.31   |            | 海上自衛隊第1術科学校 主任教官 兼 研究部員                              | 阪神基地隊付                                                            | 2等海佐                         |
| 17 | 宮田敏邦   | 2014.8.1 - 2015.12.9    | 防大29期   | 舞鶴海上訓練指導隊副長                                                  | 阪神基地隊付                                                            | 2等海佐                         |
| 18 | 加藤一郎   | 2015.12.10 - 2017.12.3  |            | 横須賀海上訓練指導隊副長 兼 指導部長                                    | 舞鶴海上訓練指導隊司令                                                  | 就任時2等海佐 2016.7.1、1等海佐 |
| 19 | 秋元辰夫   | 2017.12.4 - 2018.5.20   | 防大31期   | 大湊地方総監部監察官                                                    | 海上自衛隊幹部学校運用教育研究部 研究部員 兼 海上幕僚監部指揮通信情報部 | 2等海佐                         |
| 20 | 麻生康晴   | 2018.5.21 - 2019.7.3    |            | 海上自衛隊幹部学校運用教育研究部 研究部員 兼 海上幕僚監部指揮通信情報部 | 海上自衛隊東京業務隊付                                                  | 2等海佐                         |
| 21 | 池田正人   | 2019.7.4 - 2021.4.19    | 防大34期   | 海上自衛隊第1術科学校主任教官 兼 研究部員                               | 水上戦術開発指導隊教育部長 兼 学生隊長                                  | 2等海佐                         |
| 22 | 衣山丈夫   | 2021.4.20 - 2022.12.18  | 防大35期   | 護衛艦隊司令部幕僚 兼 自衛艦隊司令部                                    |                                                                         | 2等海佐                         |
| 23 | 堀部成由   | 2022.12.19 - 2024.6.13  | 防大38期   | 護衛艦隊司令部                                                          |                                                                         | 2等海佐                         |
| 24 | 根本征幸   | 2024.6.14 -             | 防大41期   | 自衛艦隊司令部幕僚                                                      |                                                                         | 2等海佐                         |